# جین چارلز گالیسارد د ماریگناک
ژان شارل گالیسار دو ماریناک (انگلیسی: Jean Charles Galissard de Marignac؛ زاده ۲۴ آوریل ۱۸۱۷ – درگذشته ۱۵ آوریل ۱۸۹۴) یک دانشمند در زمینه شیمی اهل سوئیس بود.